# Fred Ogilvie Loft
Fred Ogilvie Loft o Onondeyoh (Muntanya Bella) (Brantford, Ontario, 1861-1934)
Fill d'anglicans mohawks, va treballar en diversos càrrecs administratius menors, fou maçó i superintendent de les Sis Nacions. El 1914 col·laborà en el reclutament per a la guerra, on hi participà com a tinent d'enginyers. En tornar el 1917 fundà la League of Indians of Canada, que celebrà conferències a Ohsweken (Six Nations Reserve, Ontario) el desembre del 1918, a Sault Ste. Marie (Ontario) el 1919, a Elphinstone (Manitoba) el 1920, Thunderchild Reserve, Saskatchewan, el 1921; i Hobbema, Alberta, el 1922. El govern canadenc, però, els considerà subversius per reclamar terres. Col·laborà al creixement de la Lliga malgrat la seva mala salut.
És considerat com a un "dels grans activistes indis de la primera meitat del segle XX".